# Bundesberggesetz
Das Bundesberggesetz vom 13. August 1980 ist das deutsche Bundesgesetz zur Regelung des Bergrechts. Es regelt alle bergrechtlichen Fragen von der Aufsuchung, über die Gewinnung eines Rohstoffes bis zur Schließung eines Bergwerkes oder Tagebaus, was insbesondere die Wiedernutzbarmachung der Oberfläche beinhaltet. Das Bundesberggesetz legt die Zuständigkeit der Bergbehörden bei Fragen, die den Bergbau betreffen, fest. Es räumt der Sicherstellung der Versorgung mit Rohstoffen einen Vorrang gegenüber anderen übergeordneten Interessen des Gemeinwohls ein. Wesentliches Verfahrenselement ist die Pflicht zur Führung bergrechtlicher Betriebspläne.
Es gliedert sich in folgende Teile:
- Eingangsformel
- Inhaltsverzeichnis
- Erster Teil: Einleitende Bestimmungen
- Zweiter Teil: Bergbauberechtigungen
- Dritter Teil: Aufsuchung, Gewinnung und Aufbereitung
- Vierter Teil: Ermächtigungen zum Erlass von Bergverordnungen; ein Beispiel ist die Festlandsockel-Bergverordnung
- Fünfter Teil: Bergaufsicht
- Sechster Teil: Berechtsamsbuch, Berechtsamskarte
- Siebenter Teil: Bergbau und Grundbesitz, Öffentliche Verkehrsanlagen
- Achter Teil: Sonstige Tätigkeiten und Einrichtungen
- Neunter Teil: Besondere Vorschriften für den Festlandsockel
- Zehnter Teil: Bundesprüfanstalt, Sachverständigenausschuss, Durchführung
- Elfter Teil: Rechtsweg, Bußgeld- und Strafvorschriften
- Zwölfter Teil: Übergangs- und Schlussbestimmungen

Außerdem sind folgende Rechtsvorschriften relevant:
- Einigungsvertrag vom 23. September 1990
- Gesetz zur Vereinheitlichung der Rechtsverhältnisse bei Bodenschätzen vom 15. April 1996
- Verordnung über die Umweltverträglichkeitsprüfung bergbaulicher Vorhaben (UVP-V Bergbau) vom 13. Juli 1990

Das Bundesberggesetz unterscheidet nach grundeigenen Bodenschätzen, die im Eigentum des Grundeigentümers stehen und nach bergfreien Bodenschätzen, auf die sich das Eigentum an einem Grundstück nicht erstreckt.
Bergfreie Bodenschätze sind, soweit sich aus aufrechterhaltenen alten Rechten nichts anderes ergibt:
- Actinium und die Actinoide, Aluminium, Antimon, Arsen, Beryllium, Blei, Bor, Caesium, Chrom, Eisen, Francium, Gallium, Germanium, Gold, Hafnium, Indium, Iridium, Kadmium, Kobalt, Kupfer, Lanthan und die Lanthanoiden, Lithium, Mangan, Molybdän, Nickel, Niob, Osmium, Palladium, Phosphor, Platin, Polonium, Quecksilber, Radium, Rhenium, Rhodium, Rubidium, Ruthenium, Scandium, Schwefel, Selen, Silber, Strontium, Tantal, Tellur, Thallium, Titan, Vanadium, Wismut, Wolfram, Yttrium, Zink, Zinn, Zirkonium – gediegen und als Erze außer in Raseneisen-, Alaun- und Vitriolerzen
- Kohlenwasserstoffe nebst den bei ihrer Gewinnung anfallenden Gasen
- Stein- und Braunkohle nebst den im Zusammenhang mit ihrer Gewinnung auftretenden Gasen; Graphit
- Stein-, Kali-, Magnesia- und Borsalze nebst den mit diesen Salzen in der gleichen Lagerstätte auftretenden Salzen; Sole
- Flussspat und Schwerspat

Als bergfreie Bodenschätze gelten:
- alle Bodenschätze im Bereich des Festlandsockels und, soweit sich aus aufrechterhaltenen alten Rechten nichts anderes ergibt, alle Bodenschätze im Bereich der Küstengewässer sowie Erdwärme und die im Zusammenhang mit ihrer Gewinnung auftretenden anderen Energien (Erdwärme)

Grundeigene Bodenschätze im Sinne des Bundesberggesetzes sind nur, soweit sich aus aufrechterhaltenen alten Rechten nichts anderes ergibt:
- Basaltlava mit Ausnahme des Säulenbasaltes; Bauxit; Bentonit und andere montmorillonitreiche Tone; Dachschiefer; Feldspat, Kaolin, Pegmatitsand; Glimmer; Kieselgur; Quarz und Quarzit, soweit sie sich zur Herstellung von feuerfesten Erzeugnissen oder Ferrosilizium eignen; Speckstein, Talkum; Ton, soweit er sich zur Herstellung von feuerfesten, säurefesten oder nicht als Ziegeleierzeugnisse anzusehenden keramischen Erzeugnissen oder zur Herstellung von Aluminium eignet; Trass
- alle übrigen Bodenschätze, soweit sie untertägig aufgesucht oder gewonnen werden und nicht schon bergfrei sind oder als bergfrei gelten.

Den Abbau von Bodenschätzen, die nicht dem Bergrecht unterliegen, regeln die Abgrabungsgesetze der Länder.